# Liste der Stolpersteine in Dublin

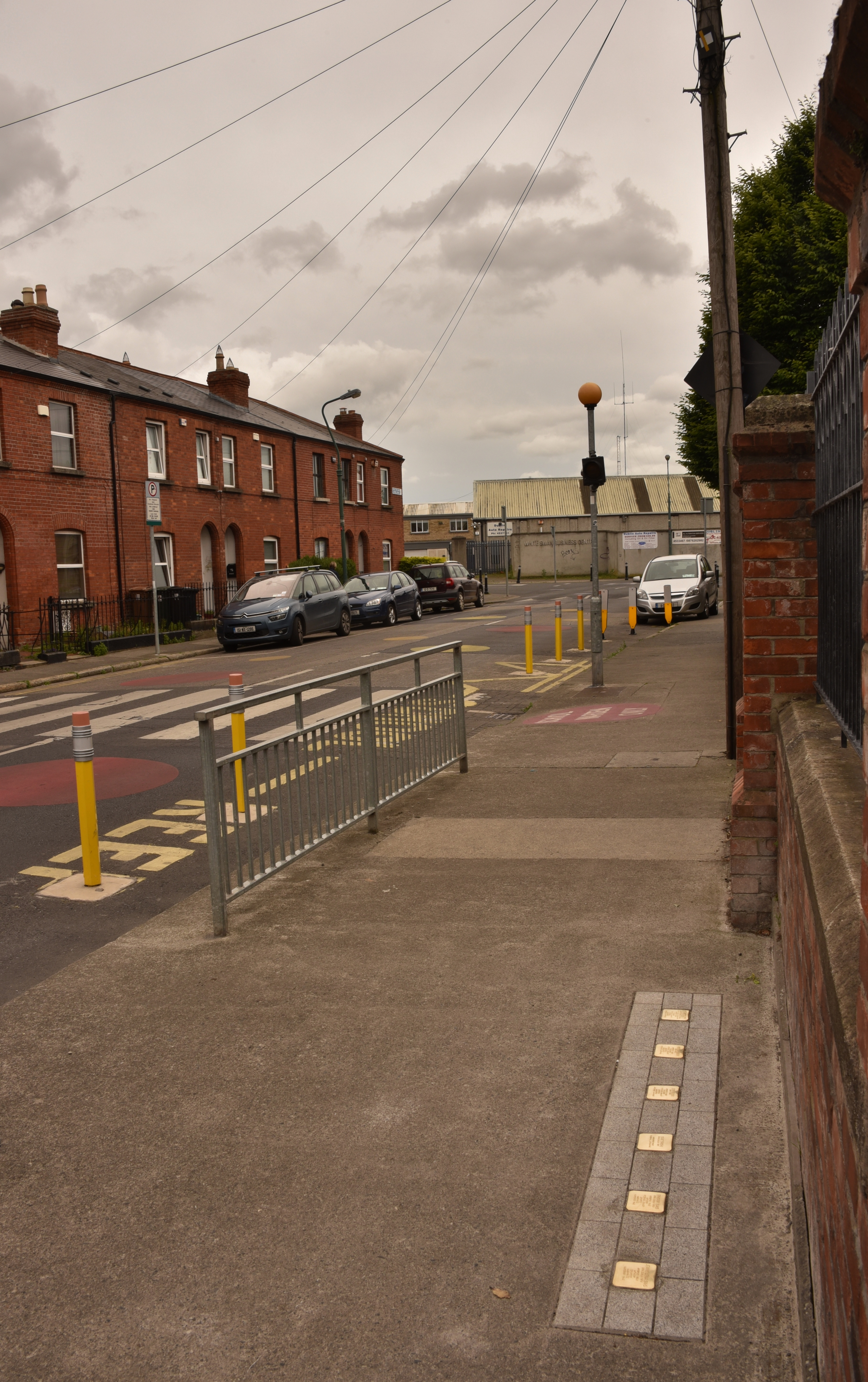
Stolpersteine vor der St. Catherine's School in Dublin

Die Liste der Stolpersteine in Dublin enthält die Stolpersteine, die vom deutschen Künstler Gunter Demnig in Dublin verlegt wurden, der Hauptstadt Irlands. Stolpersteine sind Opfern des Nationalsozialismus gewidmet, all jenen, die vom NS-Regime drangsaliert, deportiert, ermordet, in die Emigration oder in den Suizid getrieben wurden. Demnig verlegt für jedes Opfer einen eigenen Stein, im Regelfall vor dem letzten selbst gewählten Wohnsitz.

## Verlegte Stolpersteine
In Dublin wurden bislang 6 Stolpersteine an einer Adresse verlegt.
| Stolperstein | Übersetzung | Verlegeort                                          | Name, Leben |
| ------------ | --- | --------------------------------------------------- | --- |
|              | HIER GING ZUR SCHULE ETTIE GLUCK GEB. STEINBERG 1914 CZ LEBTE IN DUBLIN 1925-1937 VERHAFTET 1942 TOULOUSE INTERNIERT IN DRANCY DEPORTIERT AUSCHWITZ ERMORDET 4.9.1942 | 8 Donore Avenue · St. Catherine’s National School · | Ettie Gluck, geborene Steinberg, wurde am 11. Januar 1914 in Mukatschewo geboren. Ihre Eltern waren Aaron Hirsch Steinberg und Bertha, geborene Pilinger. Sie hatte sechs Geschwister. Die Familie zog nach London, im Jahr 1925 dann nach Irland. Ettie Steinberg wurde Näherin und heiratete 1937 den aus Belgien stammenden Wojteck Gluck. Das Paar zog nach Antwerpen und floh von dort nach Paris, wo 1939 Sohn Leon geboren wurde. Die Familie Steinberg hatte inzwischen erfolgreich Visa beantragt, damit Ettie Gluck mit ihrer Familie nach Nordirland zurückkommen könnte, doch diese erreichten die Empfänger nicht mehr. Einen Tag vor Einlangung der Papiere wurde sie in einem Hotel in Toulouse verhaftet. Am 2. September 1942 wurden alle drei zuerst ins Sammellager Drancy überstellt und von dort in das Vernichtungslager Auschwitz deportiert. Ettie Gluck, ihr Mann und ihr Sohn wurden dort kurz nach dem Eintreffen des Zuges, am 4. September 1942, in einer Gaskammer ermordet. Aus dem Deportationszug heraus warf Ettie Gluck noch eine Postkarte für ihre Familie, verschlüsselt schrieb sie dort: „Wir haben Zerstörung gefunden“. Jemand fand die Postkarte und sendete diese an ihre Familie weiter. Das Schicksal von Ettie Gluck wurde auch in einem Theaterstück (The Woman is Present: Women’s Stories of WWII) verarbeitet. In einer Schule in Malahide befindet sich ein Gedenkstein |
|              | LEON GLUCK GEBOREN 1939 VERHAFTET 1942 TOULOUSE INTERNIERT IN DRANCY DEPORTIERT AUSCHWITZ ERMORDET 4.9.1942                                                           | 8 Donore Avenue · St. Catherine’s National School · | Leon Gluck wurde am 28. März 1939 in Paris geboren. Seine Eltern waren Wojteck Gluck und Ettie, geborene Steinberg. Die Familie bemühte sich um eine Flucht, hatte Visa in Belfast beantragt und Leon und seine Eltern hätten sie für Nordirland bekommen, doch wurden sie einen Tag vor Einlangung der Papiere in Toulouse verhaftet. Am 2. September 1942 wurden alle drei zuerst in das Sammellager Drancy verbracht und von dort in das Vernichtungslager Auschwitz deportiert. Leon Gluck und seine Eltern wurden dort kurz nach dem Einlangen des Zuges, am 4. September 1942, in einer Gaskammer ermordet. |
|              | WOJTECK GLUCK GEBOREN 1912 VERHAFTET 1942 TOULOUSE INTERNIERT IN DRANCY DEPORTIERT AUSCHWITZ ERMORDET 4.9.1942                                                        | 8 Donore Avenue · St. Catherine’s National School · | Wojteck Gluck, auch Vogtjeck, wurde 1912 geboren. Seine Eltern waren Alexander Gluck und Ruzana, geborene Grunfeld. Er stammte aus einer Goldschmiedefamilie und wurde selber auch Goldschmied. 1937 heiratete er die in Dublin lebende Ettie Steinberg, das Paar zog nach Antwerpen. Als ersichtlich wurde, dass das Leben für Menschen jüdischen Glaubens gefährlich wurde, flohen sie nach Paris, wo 1939 Sohn Leon geboren wurde. Die kleine Familie floh immer weiter, inzwischen hatte Familie Steinberg erfolgreich Visa für Nordirland für die Familie ihrer Tochter beschafft, doch konnten Wojteck Gluck und seine Familie sie nicht mehr nutzen. Am 2. September 1942 wurden sie in einem Hotel in Toulouse verhaftet, einen Tag später langten die Papiere ein. Zuerst wurden alle drei in das Sammellager Drancy transportiert und von dort in das Vernichtungslager Auschwitz deportiert. Wojteck Gluck, seine Frau und sein Sohn wurden dort am 4. September 1942 in einer Gaskammer ermordet. |
|              | EPHRAIM SAKS GEBOREN IN DUBLIN 1915 VERHAFTET 1942 ANTWERPEN INTERNIERT IN DRANCY DEPORTIERT AUSCHWITZ ERMORDET 1942                                                  | 8 Donore Avenue · St. Catherine’s National School · | Ephraim Saks wurde am 9. April 1915 in Dublin geboren. Seine Eltern waren Chaim-Mauriss Saks und Devora. Sie stammten aus Litauen und kamen wahrscheinlich um 1914 nach Dublin. Saks hatte zwei Schwestern: Jeanne (geboren 1918) und Julia. Die Familie zog nach Antwerpen, als Ephraim noch sehr jung war. Er wurde Kürschner. Im Jahr 1942 wurde er verhaftet und im Sammellager Drancy interniert. Am 24. August 1942 wurde er mit dem Transport 23, Zug 901-18, in das Vernichtungslager Auschwitz deportiert. Ephraim Saks hat die Shoah nicht überlebt. Seine Schwester Jeanne (Lena) wurde ebenfalls in Auschwitz ermordet, seine Schwester Julia hat überlebt. |
|              | JEANNE (LENA) SAKS GEBOREN IN DUBLIN 1918 VERHAFTET 1942 ANTWERPEN INTERNIERT IN DRANCY DEPORTIERT AUSCHWITZ ERMORDET 1942                                            | 8 Donore Avenue · St. Catherine’s National School · | Jeanne Saks, auch Lena, wurde am 3. März 1918 in Dublin geboren. Ihre Eltern waren Chaim-Mauriss Saks und Devora und stammten aus Litauen. Sie kamen wahrscheinlich um 1914 nach Dublin. Saks hatte zwei Geschwister: Ephraim (geboren 1915) und Julia. Die Familie zog nach Antwerpen, als Jeanne noch sehr jung war. Sie wurde Verkäuferin. Im Jahr 1942 wurde sie verhaftet und im Sammellager Drancy interniert, danach kam sie in das SS-Sammellager Mecheln. Von dort wurde sie am 15. August 1942 mit dem Transport III in das Vernichtungslager Auschwitz deportiert. Ihre Gefangenennummer auf dem Transport war 454. Am 24. August 1942 wurde er mit dem Transport 23, Zug 901-18, in das Vernichtungslager Auschwitz deportiert. Jeanne Saks hat die Shoah nicht überlebt. Ihr Bruder wurde ebenfalls in Auschwitz ermordet, ihre Schwester Julia überlebte die Shoah. |
|              | ISAAC SHISHI GEBOREN IN DUBLIN 1891 ERMORDET 1941 VIEKSNIAI, LITAUEN                                                                                                  | 8 Donore Avenue · St. Catherine’s National School · | Isaac Shishi wurde am 29. Januar 1891 in Dublin geboren. Seine Eltern, Shaya Shishi und Ida, waren 1890 aus Litauen nach Dublin gekommen. Seine Schwester Rose wurde ebenfalls in Dublin geboren. Als sein Großvater 1893 in Litauen starb, ging die Familie zurück nach Viekšniai. Dort wurden drei weitere Geschwister geboren. Isaac Shisi heiratete 1922 Chana Garbel, das Paar bekam 1924 eine Tochter, Sheine. Isaac Shihi, seine Frau und seine Tochter wurden 1941 in Viekšniai ermordet. |

## Verlegung
Die Verlegung erfolgte am 1. Juni 2022.